# Bumażkowa
Bumażkowa (biał. Бумажкова; ros. Бумажково, Bumażkowo) – osiedle na Białorusi, w obwodzie homelskim, w rejonie oktiabrskim, w sielsowiecie Oktiabrski.
Osiedle nosi nazwę na cześć bohatera Związku Radzieckiego Tichona Bumażkowa.
Znajduje tu się przystanek kolejowy Bumażkowa, położony na linii Bobrujsk – Rabkor.